# Daleman (Tulung)
Daleman is een bestuurslaag in het regentschap Klaten van de provincie Midden-Java, Indonesië. Daleman telt 4112 inwoners (volkstelling 2010).